# The Invincible Iron Man
Pour les articles homonymes, voir Iron Man.
Série Marvel Animated Features
Ultimate Avengers 2
(2006) Doctor Strange
(2007)
Pour plus de détails, voir Fiche technique et Distribution.
The Invincible Iron Man est un film d'animation américain réalisé par Patrick Archibald et Jay Oliva, sorti directement en vidéo en 2007 au États-Unis.
Il est adapté des comics Tales of Suspense et Iron Man publiés par Marvel Comics.

## Synopsis
Tony Stark, playboy milliardaire et inventeur de génie, est le fils de Howard Stark, le patron de la firme Stark Enterprises, dont les usines sont principalement tournées vers les technologies nouvelles, notamment dans la conception de l’armement. Il est secondé par James « Rhodey » Rhodes, ancien médecin militaire, ingénieur et aussi son meilleur ami.
Dans le but de rapporter de l’argent à ses entreprises, Tony Stark a signé un contrat avec des partenaires chinois pour qu’ils utilisent les technologies Stark afin de restaurer une cité antique engloutie sous les sables. Son ami Rhodey est sur les lieux mais, pendant le désensablement de la cité, ils sont régulièrement attaqués avec une violence croissante par un groupe de terroristes : les Dragons de jade, qui luttent depuis des années pour qu’un nouvel avènement de la cité n’ait pas lieu. Elle finit cependant par ressurgir de terre et, afin de trouver une solution technologique, les Dragons de jade kidnappent Rhodey afin d’attirer Tony sur place. Arrivé en Chine, bien qu’il soit protégé dans un véhicule armé et blindé, Stark est éjecté et frappé par un éclat d’obus. À son réveil, il est dans une pièce secrète, maintenu artificiellement en vie par une machine qui fait battre son cœur, et soigné par James. Une mystérieuse femme, Li Mei, appartenant aux Dragons de jade, semble avoir des sentiments à son égard vouloir leur venir en aide. Un vieux sage, Ho Yi, qui a aidé à la guérison de Tony, lui dit qu’il y a bien longtemps dans cette cité vivait le plus terrible et le plus puissant des empereurs chinois, connu sous le nom de Mandarin. Lorsque son temple est dégagé des sables, les quatre forces élémentaires, protectrices des quatre alliances, se réveillent pour aller les reprendre sur les dépouilles des anciens Dragons de jade, afin qu’avec la cinquième ils puissent  faire revenir à la vie le Mandarin. Convaincu qu’ils seront tués quand ils auront trouvé comment ré-ensevelir la cité, Tony et Rhodey construisent en secret une exo-armure pour s’évader. Revenus aux États-Unis, poursuivis tous deux par les services secrets pour avoir fourni de l’armement aux terroristes, ils usent de stratagèmes pour entrer dans les locaux de Stark Enterprises où Tony dévoile l’ensemble des exo-armures qu’il a construites en secret. Initialement conçues pour l’exploration et les travaux lourds, elles vont lui servir à combattre les forces élémentaires et à éliminer le Mandarin.

## Fiche technique
Sauf indication contraire, les informations mentionnées dans cette section peuvent être confirmées par les bases de données cinématographiques IMDb et Allociné,  présentes dans la section « Liens externes ».
- Titre original : The Invincible Iron Man
- Titre français : Iron Man
- Titre québécois : L’Invincible Iron Man
- Réalisation : Jay Oliva, Patrick Archibald et Frank Paur
- Scénario : Greg Johnson, d'après une histoire de Avi Arad, Craig Kyle et Greg Johnson, d'après les comics créés par Stan Lee, Don Heck, Larry Lieber et Jack Kirby
- Musique : Guy Michelmore
- Son : Mike Draghi, Stuart Provine, Tim Walston
- Montage : Aeolan Kelly et George Rizkallah
- Production : Frank Paur
  - Production déléguée : Avi Arad, Ken Katsumoto, Craig Kyle et Eric S. Rollman
  - Production associée : Ron Hohauser
  - Coproduction : Ari Arad
  - Coproduction déléguée : Stan Lee
- Animation : Richard Bowman, Lynell Forestall, Ju C. Jung, Hun Park, Karen Peterson, Robert Shellhorn
- Sociétés de production[1] : Marvel Studios, Marvel Enterprises, Lionsgate et MLG Productions 3
- Distribution : Lions Gate Films Home Entertainment (États-Unis) ; Maple Pictures (États-Unis)
- Budget : n/a
- Pays de production :  États-Unis
- Langue originale : anglais
- Format[2] : couleur - 1,78:1 (Widescreen) - son Dolby Digital | Dolby (Dolby 5.1)
- Genre : animation, action, aventures, fantastique, science-fiction, super-héros
- Durée : 83 minutes
- Dates de sortie[3] :
  - États-Unis : 23 janvier 2007
  - France : 1er juillet 2009[4]
- Classification[5] :
  - États-Unis : accord parental recommandé, film déconseillé aux moins de 13 ans (PG-13 - Parents Strongly Cautioned)[Note 1]
  - France : tous publics

## Distribution
- Marc Worden (VF Bernard Gabay) : Tony Stark / Iron Man
- Rodney Saulsberry (VF Lucien Jean-Baptiste) : James « Rhodey » Rhodes
- Fred Tatasciore : Le Mandarin
- Gwendoline Yeo : Li Mei
- Elisa Gabrielli : Virginia « Pepper » Potts
- John McCook : Howard Stark
- James Sie : Wong Chu / voix additionnelles
- Stephen Mendillo (VF Michel Prudhomme) : Boyer
- John DeMita : agent Drake / voix additionnelles
- George Cheung : voix additionnelles
- Paul Nakauchi : voix additionnelles
- Michael Yama : voix additionnelles
- Pierre Tessier : voix additionnelle

## Distinctions
Le film The Invincible Iron Man a obtenu deux nominations :
- Motion Picture Sound Editors Awards 2008 : meilleur montage sonore pour un direct-to-video pour Stephen P. Robinson, Mike Draghi, David Ball, Mike Garcia, Stuart Provine, Tim Walston, Kyle Clausen et Mark Ryan
- Cinema Audio Society Awards 2008 : meilleur mixage sonore pour une programmation originale de DVD pour Mike Draghi et Eric Lewis

## Marvel Animated Features
Ce film s'inscrit dans la série Marvel Animated Features, composée de 8 huit vidéofilms produits par Lionsgate, Marvel Animation et MLG Productions 8,.
- 2006 : Ultimate Avengers (Ultimate Avengers: The Movie)
- 2006 : Ultimate Avengers 2 (Ultimate Avengers 2: Rise of the Panther)
- 2007 : The Invincible Iron Man
- 2007 : Docteur Strange (Doctor Strange: The Sorcerer Supreme)
- 2008 : Next Avengers: Heroes of Tomorrow
- 2009 : Hulk Vs
- 2010 : Planète Hulk (Planet Hulk)
- 2011 : Thor : Légendes d'Asgard (Thor: Tales of Asgard)